# Psora pruinosa
Psora pruinosa är en lavart som beskrevs av Timdal. Psora pruinosa ingår i släktet Psora och familjen Psoraceae.   Inga underarter finns listade i Catalogue of Life.